# Ploioderma lowei
Ploioderma lowei är en svampart som beskrevs av Czabator 1976. Ploioderma lowei ingår i släktet Ploioderma och familjen Rhytismataceae.   Inga underarter finns listade i Catalogue of Life.